# Münchner Senioren-Convent
Der Münchner Senioren-Convent (MSC) ist der Senioren-Convent von 18 Corps an der Ludwig-Maximilians-Universität, der Universität der Bundeswehr München und der Technischen Universität München mit dem Wissenschaftszentrum Weihenstephan für Ernährung, Landnutzung und Umwelt. Der SC zu München entstand als „Kartell“ der (Kösener) Corps an der LMU. Dagegen vereinigte der Polytechnische SC die Corps am Polytechnikum, der späteren TH München. Am 7. Juni 1862 trat der soeben vereinigte SC zu München dem Kösener Senioren-Convents-Verband bei. Nach wie vor umfasst der SC zu München nur die Kösener Corps.
Der oKC 1951 stellte fest, dass der MSC bestehen darf, weil das Corps Suevia München und das Corps Cisaria ihn 1944 gegründet hatten. Auch genehmigte er dem MSC die Aufnahme der Weinheimer Corps. Der erweiterte Münchner Senioren-Convent konstituierte sich am 15. Juni 1951 auf dem Corpshaus der Arminia. Derzeit vereinigt er zehn Kösener, sieben Weinheimer, ein verbandsfreies und vier angegliederte auswärtige Corps. In seiner Vielfalt ist er der größte und einflussreichste Senioren-Convent.

## Archivalien
Erhalten sind SC-Comments vom 15. August 1841, 9. Mai 1855 und 25. November 1864. Drei Protokollbücher (1844–1852, 1862–1871, 1871–1880) sind bei Makaria. Einige Protokolle sind bei Franconia (WS 1865/66 – SS 1870), einige bei Suevia (1. November 1923 bis 1. Juni 1934). Wolfgang Gottwald legte maschinenschriftliche Auszüge an. Eine umfassende Geschichte des Münchener Senioren-Convents steht noch aus. Ansätze stammen von Max Weigl. Die Zeit bis 1853 wurde 2003 von Hans-Bernd Herzog aufgearbeitet.

## Landshut
In der Nachfolge der Universität Ingolstadt wurde die Universität Landshut am 25. November 1799 gegründet; der Lehrbetrieb begann 1800. Die Universität wurde 1802 bestätigt. Als das Kurfürstentum Bayern zum Königreich erhoben wurde, hieß sie seit dem 1. Januar 1806 Königliche Universität Landshut. Am 3. Oktober 1826 wurde sie nach München verlegt.
Am 4. November 1799 werden die Landsmannschaften verboten. Ende 1801 kommen farbige Kokarden auf und beantragen fünf Studenten farbige Uniformen.
Seit dem 6. Januar 1806 sind nur noch weiß–blaue (bayerische) Kokarden gestattet. Die 1806 konstituierten Landsmannschaften der Baiern, Schwaben und Franken werden schon am 20. Januar 1807 verboten. 1809 bildet sich ein Freicorps gegen Tirol. 1809/10 besteht ein Senioren-Convent. 1810 entsteht eine Tyrolia mit weiß–grün. 1811/12 werden „färbige“ Bänder bemerkt: rot–weiß–grün (oder grün–weiß–orange) der Tyrolia und grün–rot–gold (schwarz–rot–gelb) der Franconia. Im Sommersemester 1812 untersagt der Rektor mainfränkischen Studenten die Miete eines privaten Paukbodens, weil leicht eine Verbindung entstehen könnte. Nachdem den Behörden im Januar 1813 ein SC-Comment in die Hände gefallen ist, erlässt Maximilian von Montgelas am 28. Februar 1813 ein Antiverbindungsmandat. Bei Androhung von Relegation und zwei  Monaten Gefängnis verpflichtet es jeden Studenten zum Handgelübde gegenüber dem Rektor, dass er keiner Verbindung angehören werde.
Als 5. Landsmannschaft entsteht am 20. Juni 1813 die Palatia mit blau–weiß–rot aus einer Tischgesellschaft der Oberpfälzer. Aus Zuneigung zu Friedrich Wilhelm (Braunschweig-Lüneburg-Oels) tragen sie schwarze Samtkappen mit Totenkopf und weißen Quasten. Im September 1813 „gesteht Anton von Schlichtegroll Bavariae, dass im WS 1812/13 schon fünf Landsmannschaften bestanden: je eine baierische, tyrolische, pfälzische, schwäbische und fränkische“. Am 31. August 1813 werden fünf Baiern, zwei Schwaben, ein Franke und ein Pfälzer relegiert. Von den fünf Landsmannschaften in Landshut beauftragt, verhandeln am 7. September 1813 zwei Delegierte mit dem Erlanger Senioren-Convent. Von September 1813 bis Juni 1814 finden umfassende Untersuchungen gegen alle fünf Landsmannschaften statt. Am 6. März 1814 wird ein Revers (Recht) eingeführt. Am 12. Januar 1815 finden Hausdurchsuchungen statt. 1817 besteht der SC aus Bavaria, Palatia und Suevia. Ab Dezember 1817 wird gegen sie behördlich ermittelt. Mit ihren 136 Mitgliedern teilt Bavaria sich am 13. Juli 1821. Unter Führung des Seniors August v. Nagel treten 17 Bayern als Bavaria-Isaria aus. Am nächsten Tag schließen sich 37 ehemalige Renoncen an. Am 15. Juli 1821 wird Isaria (I) in den SC recipiert. Im selben Monat (oder am 19. Juli 1826?) führten alle vier Corps Fuchsenbänder ein. Als am 1. Februar 1822 ein SC-Brief mit SC-Siegel und 12 Unterschriften an den Würzburger Senioren-Convent abgefangen worden war, wurden acht SC-Angehörige dimittiert. Im Juni 1822 werden behördliche Untersuchungen eingeleitet und unerlaubte Gesellschaften verboten. Der SC gründet am 19. Januar 1823 ein Ehrengericht und beschließt am 19. Februar einen SC-Comment.
Auf eine anonyme Denunziation des SC verbietet Maximilian I. Joseph am 11. August 1823 alle Verbindungen an der Julius-Maximilians-Universität Würzburg, der Friedrich-Alexander-Universität Erlangen und der Universität Landshut. Er erneuert das Verbot am 22. September 1823 und veranlasst behördliche Untersuchungen. Da sie sich bis 1824 hinziehen, sind sie offenbar fruchtlos. Die „Schonzeit“ von 1814 bis 1823 lässt sich aus dem Glauben der Regierung erklären, durch Duldung der Landsmannschaften die Burschenschaft unterdrücken zu können. Um einem behördlichen Verbot vorzubeugen, löst der SC sich am 17. März 1824 auf. Am 24. November 1824 erneuern Suevia und Palatia den SC. Bavaria und Isaria traten am 16. Januar 1825 wieder bei.
Ludwig I. wollte seit dem 18. April 1826 die Universität in seine Residenzstadt München verlegen. Am 13. Oktober 1826 ergeht sein Verlegungsdekret. Die Universität wird durch den Minister Grafen Armansperg Bavariae garantiert.

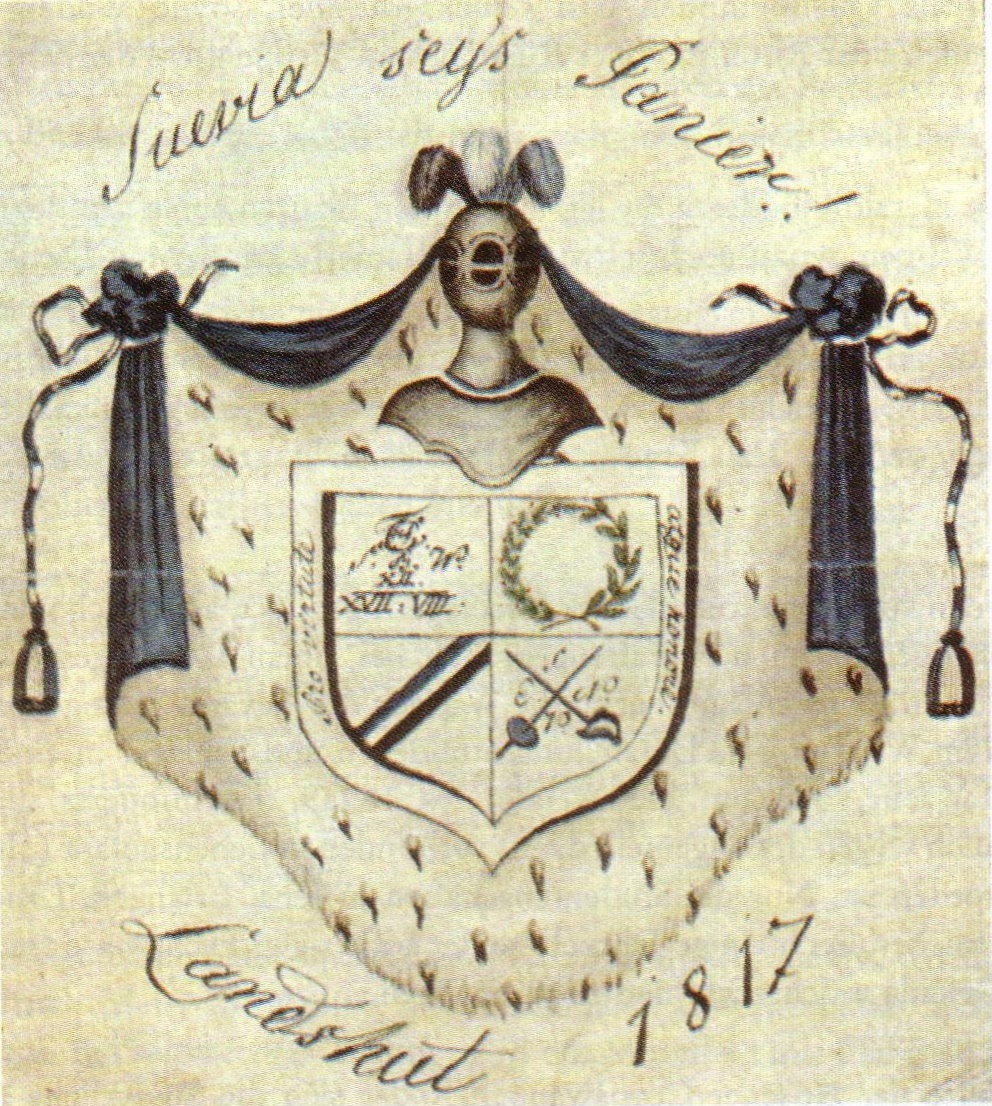
Suevia (1803)
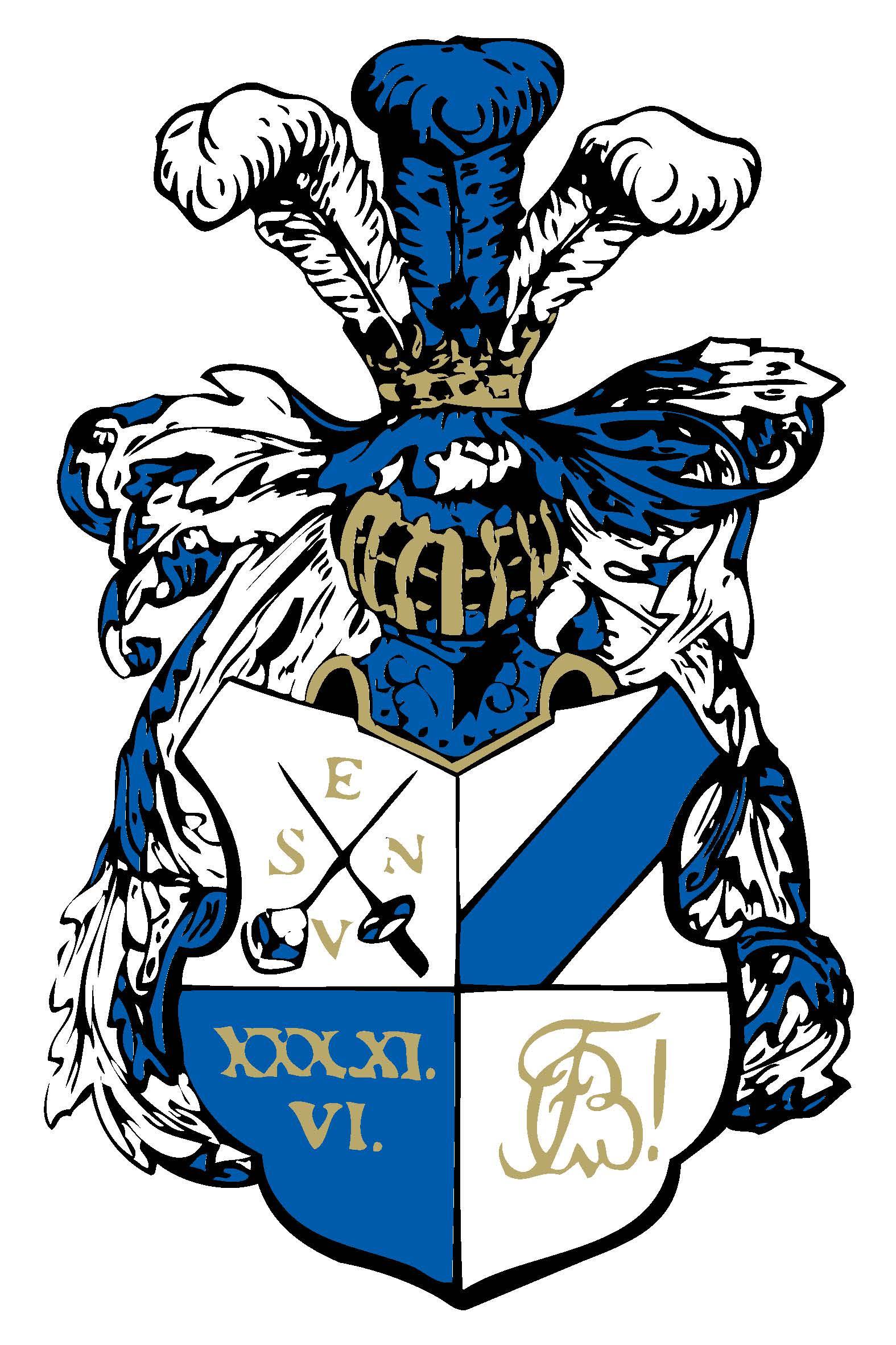
Bavaria (1806)
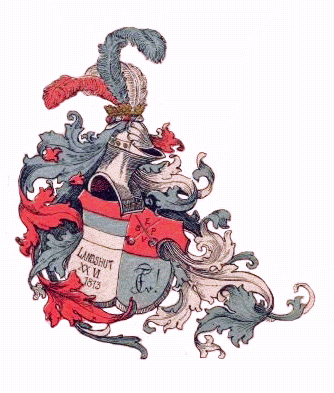
Palatia (1813)
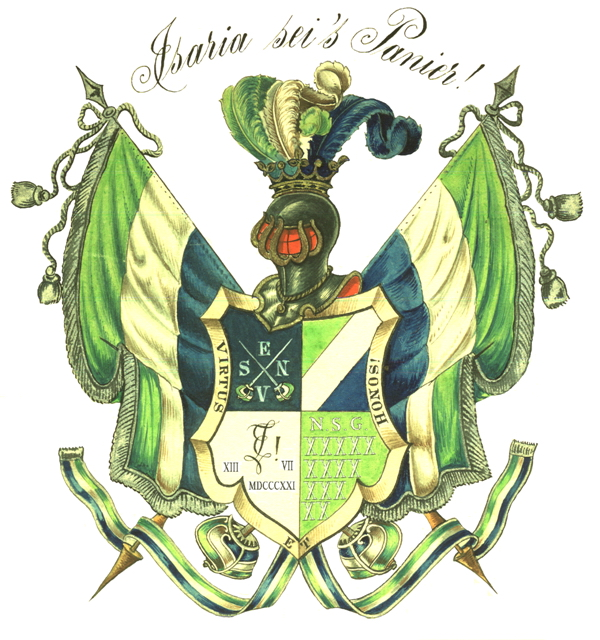
Isaria (1821)

## München

### 1826–1838

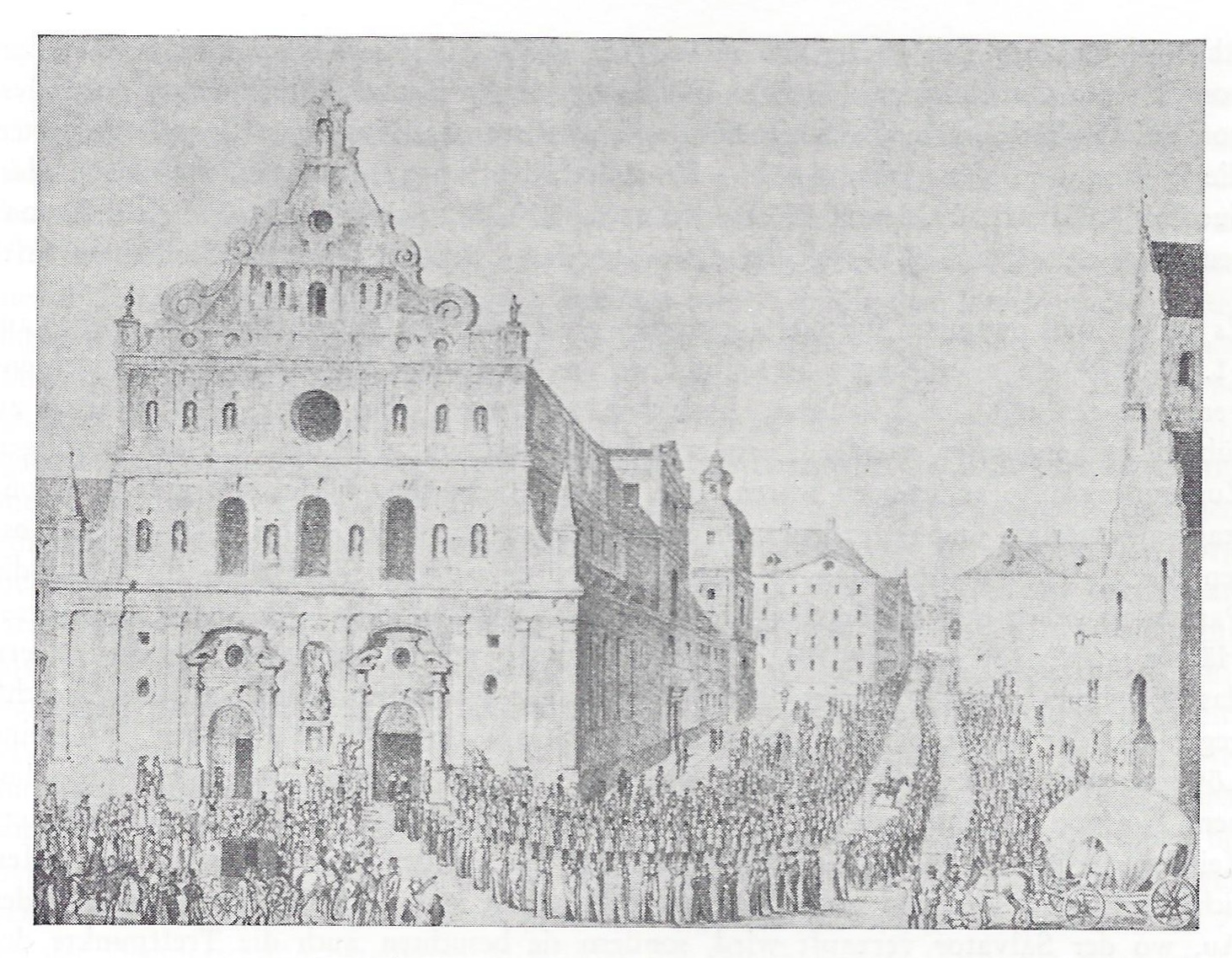
Der Einzug der Universität in München (1826)

Zwei Tage nach der Eröffnung der Universität kommt der SC am 17. November 1826 zur ersten Sitzung zusammen. Vier Tage später steckt er die neu konstituierte Burschenschaft (wohl Amicitia) in Verruf. Im Dezember teilt der SC den Verruf dem Würzburger SC mit. Der gab fremden Buxen Satisfaktion und trat erst nach Rückfrage dem Münchner Beschluss bei. Die an Heiligabend 1826 entstandene Landsmannschaft Helvetia (I) geht wohl in der Burschenschaft Germania auf. Einige Mitglieder waren im Verruf des SC zu Freiburg.
Am 7. Januar 1827 wird der Hiebcomment auf Schläger eingeführt; der Stichcomment auf Pariser bleibt bis ca. 1865 für Theologen erhalten. Am 18. Januar melden einige ehemalige Burschenschafter die Bildung eines Corps Germania. Unter Annahme des Namens Arminia wird es am 22. Januar trotz der Burschenschafterfarben schwarz-rot-gold als 5. SC-Corps anerkannt. Am 28. Februar 1827 darüber unterrichtet, erkennt der Würzburger SC Arminia an. Zur selben Zeit reicht Suevia den Behörden ihre Constitution ein.  Am 17. März wird Alemannia mit weiß–grün–schwarz als 6. Corps in den SC aufgenommen. Aus dem suspendierten Corps Arminia und der (im SC-Verruf befindlichen) Amicitia  constituiert sich am 15. Juni 1827 eine Verbindung Markomannia. Arminia steht zur Burschenschaft und will sich auflösen. Sie geht wohl nahtlos in die Markomannia über, die im August 1827 entsteht. Das Corps Alemannia nennt sich ab dem 26. Juni 1827 Rhenania mit königsblau–weiß–scharlachrot. Am 31. Juli 1827 werden die vier erlaubten Corps zugelassen. Am 26. Januar 1828 stirbt Fuchs Zetlmeisl Isariae auf einer Mensur gegen Karl von Schrenck Palatiae. Das Corps Rhenania löst sich am 11. März 1828 überraschenderweise auf. Am 27. Juni 1828 werden alle Verbindungen aufgehoben. Isaria fährt am 3. August 1828 in SC-Verruf, weil sie einen SC-Verruf über ihren Subsenior Helldobler nicht anerkennt. Die SC zu Erlangen, Würzburg und Freiburg erkennen den Verruf an.  Am 18. Juli 1830 tritt Helvetia II mit grün–gold–rot in den schwarz-grünen Teil-SC aus Suevia und Isaria. Am 28. Dezember 1830 schließt Ludwig I. (Bayern) die Universität wegen Katzenmusik gegen den Rektor Joseph Franz von Allioli in der Christnacht.
Germania wird am 18. Januar 1831 behördlich verboten. Ohne die an diesem Tage suspendierte Helvetia II vereinigt der SC sich wieder am 7. März 1831. Die vier Corps Suevia, Bavaria, Palatia und Isaria werden am 18. Mai 1831 genehmigt. Die Germania bleibt verboten. Germania und Isaria gründen am 4. Februar 1832 eine liberale Verbindung. Am 16. März 1832 besteht der SC aus Suevia, Palatia und Bavaria, die am 10. April 1832 die königliche Garantie erhalten. Dagegen werden Isaria und Germania aufgelöst. Am 16. Mai 1832 werden 16 Germanen im Kleinen Rosengarten verhaftet; die Germania wird aufgelöst. Kurz vor Weihnachten 1832 verlässt Bavaria den SC und erklärt Suevia und Palatia in Verruf. Gegen den 1833 aus Suevia und Bavaria bestehenden SC bildet Palatia bis Mai 1834 einen Gegen-SC.
Ein kgl. Rescript vom 14. Juli 1833 untersagt den Studenten mit kleiner Matrikel (Pharmazeuten, Forstlern und Technikern) das Aktivwerden. Als erste schafft Palatia am 23. Februar 1834 das Renonceband ab, worauf 13 Renonceburschen austreten. Im Mai 1834 besteht der SC wieder aus Suevia, Bavaria und Palatia. Rhenania erhält keine Garantie und löst sich im April 1835 auf. 15 Rhenanen machen am 26. November 1835 Franconia auf. Im November 1835 erklären Suevia und Palatia Bavaria in Verruf, den Bavaria (bis 4. März 1836) erwidert. Am 3. Januar 1836 offiziell gestiftet, schließt Franconia sich dem SC mit Suevia und Palatia an. Am 4. März 1836 folgt Bavaria. 1837/38 existieren zwei SC  nebeneinander: Suevia / Bavaria und Palatia / Franconia. Ein behördliches Rescript von 1838 verlangt ein philosophisches Biennium und verbietet das Aktivwerden. Die Einhaltung wird durch eine eigene Behörde, das Ephorat, scharf überwacht.

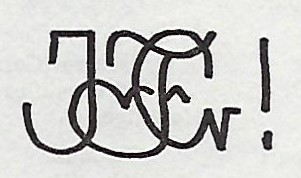
Helvetia (1829)
Franconia (1836)

### 1839–1846
1839 lehnt der Innenminister Karl von Abel das Gesuch von Studenten ab, einen musikalisch-literarischen Studentenvereins zu gründen. Zum Tode des cand. iur. Felix Zimmermann aus Zweibrücken, Secretär der Franconia, wird den vier genehmigten Verbindungen ein Fackelzug am 26. Februar 1840 gestattet. Er zieht von der alten Universität in der Neuhauser Straße durch die Kaufinger-, Rosen- und Sendlinger Straße nach dem Friedhof. Der Neubau der Universität am Siegestor wird am 25. August, dem Geburtstag von Ludwig I. (Bayern), feierlich eröffnet. Der SC errichtet am 15. August 1841 einen SC-Comment und verpflichtet einen eigenen Paukarzt (gültig bis 9. Mai 1855).
Zur „Theilnahme von Studirenden der allgemeinen Wissenschaften an unerlaubten Studentenverbindungen“ heißt es am 20. November:

„Die Beispiele der Rohheit und des Unfleißes aller welcher solchen Verbindungen angehören, stellen sich sowohl bei der Semestralprüfung als bei den Absolutorien offenbar heraus und auch bei wegen Exceßen bestraften werden bei angestellter Vergleichung stets zwei Drittheile Mitglieder von Studentenverbindungen sein.“

Nach dem Erlass vom 23. Dezember sollen die Mitglieder garantierter Verbindungen (= der Corps) farbige Legitimationskarten erhalten, um ihre verbotenerweise aktiven Studenten mit kleiner Matrikel besser kontrollieren zu können. Auf Einspruch des SC wird der Erlass sofort zurückgenommen. Am nächsten Tag (Heiligabend 1841) zeigt die kgl. Polizeidirektion dem kgl. Ministerialcommissär an, dass „in allen vier erlaubten Studentenverbindungen nur noch 81 Mitglieder bestehen, und daher in jedem Jahre ihrer selbstigen Auflösung entgegengehen“. Da die bei weitem größere Zahl der Legitimationskarten schon ausgegeben worden ist, wird die Minderheit der vier Verbindungen mit besonderen Karten versehen, „die der Gendarmerie bereits zum Muster und zur Ansicht mit der Requisition mitgeteilt worden sind, die kgl Polizeidirektion durch geeignete verschärfte Aufsicht auf das Tragen von Abzeichen ohne Legitimations-Karte hiefür kräftigst zu unterstützen.“
Nach einem Schreiben der Universitätspolizei vom 6. Januar 1842 an den Ministerialcomissär waren aufgrund Art. XI der Verordnung vom 2. November 1838 farbige Karten für die Philosophen und die Studenten mit kleiner Matrikel gedacht. Auf deren Beschwerde gab man sie an die Studenten der vier Verbindungen aus. Nach der Weisung vom 30. März 1842 sollen die Senioren sich zu Beginn des Sommersemesters verpflichten, keine Philosophen und Techniker aufzunehmen. Das Gesuch einiger Studenten vom 3. September 1841 um Bildung eines Medizinischen Vereins wird am 13. April 1842 vom Innenministerium abgelehnt. Ein gleiches Gesuch aus Würzburg wird am 20. Mai 1844 ebenfalls abschlägig beschieden. Am 28. Mai 1842 verbietet ein Anschlag am schwarzen Brett der LMU alle Umzüge ohne Erlaubnis des Rektors. Aufgrund eines Jahre zurückliegenden Duells stehen sich ganze Studentenverbindungen feindselig gegenüber. Daher werden am 27. März 1843 sämtliche Senioren vor den Rektor vorgeladen.
Vom 14. Januar 1844 bis zum 18. November 1844 bilden Bavaria und Palatia einen eigenen SC. Am 1. Juli 1844 entsteht ein Neben-SC mit Palatia und Isaria II, die sich am 3. August constituiert. Am 18. November 1844 vereinigen sich die beiden Teil-SC Palatia–Bavaria (seit 14. Januar 1844) mit Suevia–Franconia.

### 1847–1854

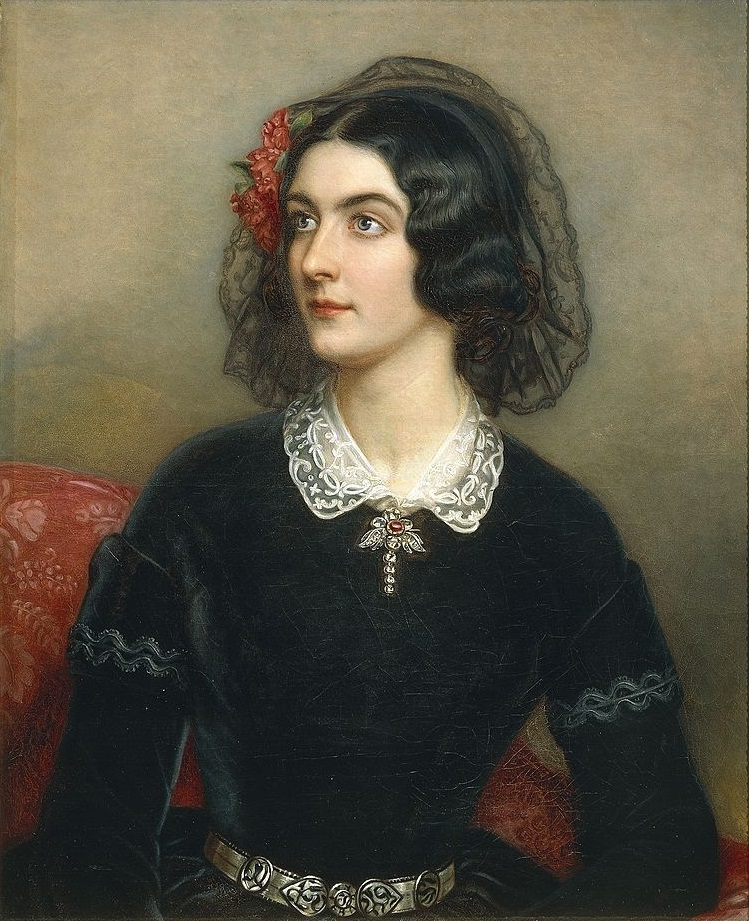
Lola Montez (1847)

Am 7. Februar 1847 geraten Suevia und Palatia in infamen SC-Verruf. Abels Ministerium kommt am 27. Februar 1847 unter Führung von Georg Ludwig von Maurer (Justiz) und Freiherrn Friedrich Philipp von Zu Rhein (Inneres). Für die Aufhebung des neunjährigen Ephorats bedanken die fünf Corps sich mit einem Fackelzug am 15. Mai 1847. Suevia wird am 18. Juli wieder in den SC recipiert. Isarias Consenior Dorner wird am 22. Juli erstochen. Obwohl sie am 30. Juli die kgl. Corps-Garantie erhält, wird die Alemannia der Lola vom SC nie anerkannt. Am 19. November 1847 beschließt der SC, die beiden außenstehenden Corps zu einer Besprechung über eine gemeinsame Front „namentlich gegenüber der neuentstehenden sogenannten Rhenania“ zu laden. Am nächsten Tag feiern Suevia, Bavaria und Franconia eine Communkneipe auf der Schwabenkneipe im Zweibrückensaal. Unter Führung der Burschenschaft Rhenania und nach dem Vorbild des SC veranstalten die Obskuranten – die noch verbotenen, nur insgeheim existierenden Verbindungen – am 23. November einen Fackelzug. Am folgenden Tag werden Palatia wieder und Isaria II neu auf ihr Ansuchen vom Vortag in den SC recipiert, um damit stärker gegen die Burschenschaft auftreten zu können. Isaria hatte sich am 8. August 1844 constituiert.
Ein Fackelzug zur Beisetzung von Joseph Görres am 31. Januar 1848 wird verboten. Nach einer Kommunkneipe am 7. Februar im Ottosaal in der Au, geht das SC-Präsidium von Suevia auf Palatia über. Am 9. Februar 1848 lässt König Ludwig die Universität schließen. Am nächsten Tag demonstrieren 700 Studenten vor dem Rektor Friedrich von Thiersch. Eine Bürgerdeputation wird zum König geschickt. Nach einem Volksauflauf in der Barer Straße vor ihrem Hause wird Lola Montez am 11. Februar ausgewiesen. Die Universität öffnet am 14. Februar wieder ihre Pforten. Am selben Tag veranstalten die fünf Corps unter Beteiligung zahlreicher Obskuranten einen feierlichen Fackelzug mit 350 Fackelträgern für den an Typhus verstorbenen Frankenfuchsen stud. phil. Georg Röhring aus Bamberg. Am 18. Februar 1848 erlaubt das Freie Assoziationsrescript alle anderen Verbindungen als Konkurrenz zu den bisher allein garantierten fünf Corps. Es ist die bis heute nachwirkende Grundlage der Couleurvielfalt in München.
Am 21. Februar ergeht ein Studentenaufruf gegen Proskriptionslisten der Lolamannen-Anhänger. Am 4. März 1848 wird das Münchner Zeughaus gestürmt. Am Faschingssonntag bildet sich das Münchener Studentenfreicorps SFC. Am nächsten Tag (6. März) wird die ganze Garnison auf dem Dultplatz vereidigt  Die freien Corps der Studenten und der Künstler werden genehmigt. Für fast vier Jahre verlässt Isaria II am 16. Mai 1848 den SC, der sie als Club betrachtet. Anfang Juni 1848 spaltet sich aus der Franconia eine knappe Minderheit der Traditionalisten ab. Sie sind gegen eine Beschickung des zweiten Wartburgfestes. Unter Emmerich von Moers sind es erst 10, dann 13 Corpsburschen und 10 Renoncen. Am 7. Juni 1848 wird Palatia Club und tritt Franconia aus dem SC aus.
Am 4. November 1848 erlässt das Staatsministerium des Innern für Kirchen- und Schulangelegenheiten neue Vorschriften über Studentenverbindungen. Palatia verzichtet im Winter 1849 auf SC-Rechte und tritt bis Mai 1851 wiederholt aus und ein.
Im November 1849 erklärt Suevia sich (bis 1867) zum Lebenscorps. Makaria wird am 16. Mai 1850 erstmals in den MSC recipiert. Nachdem Franconia im Januar und Palatia im Mai 1851 wieder aufgenommen worden sind, vervollständigt Isaria II am 1. Februar 1852 den MSC aus sechs Corps.

### 1855–1870
Am 1. März 1855 bringt der SC einen Fackelzug für den verstorbenen CB Lehner Bavariae. Am 9. Mai wird der SC-Comment vom 15. August 1841 revidiert. Im SS 1855 kommt die Verbindung Nassovia in SC-Verruf. Vom 4. Februar bis zum 31. Mai 1856 ist Makaria in SC-Verruf. Am  3. März 1856 erklären Palatia und Isaria ihren Austritt. Der SC besteht nur noch aus Suevia, Bavaria und Franconia. 1857 stürzt der MSC eine PP-Suite gegen den Würzburger Senioren-Convent. Im Februar 1860 ersetzt ein neuer SC-Comment den alten vom Mai 1855. Nach gut fünf Jahren kommt Makaria am 31. Mai 1862 aus dem SC-Verruf. Eine Woche später, am 7. Juni 1862, tritt der wiedervereinigte SC tritt in den KSCV (Bavaria, Franconia, Isaria, Makaria, Palatia und Suevia) ein.
Am 5. Juli 1864 kommt es zur SC-Spaltung, indem Suevia, Palatia und Bavaria aus dem KSCV austreten. Sie fahren deshalb in SC-Verruf. Im November wird der SC-Comment revidiert. Am 16. Mai 1865 treten Suevia, Bavaria und Palatia wieder in den MSC. 1867 wird der SC-Comment revidiert. Suevia erklärt sich am 4. Juni 1867 wieder zum Waffencorps. Palatia und Bavaria treten am 7. Mai 1869 aus dem MSC und dem KSCV aus, weil sie nur viritim (einzeln) abstimmen wollen. Am 22. Juli sind sie wieder dabei. Wegen Nichtbefolgung von SC- und KSCV-Bestimmungen kommt Suevia am 8. Juli 1870 vier Wochen in Verruf.

### 1871–1913

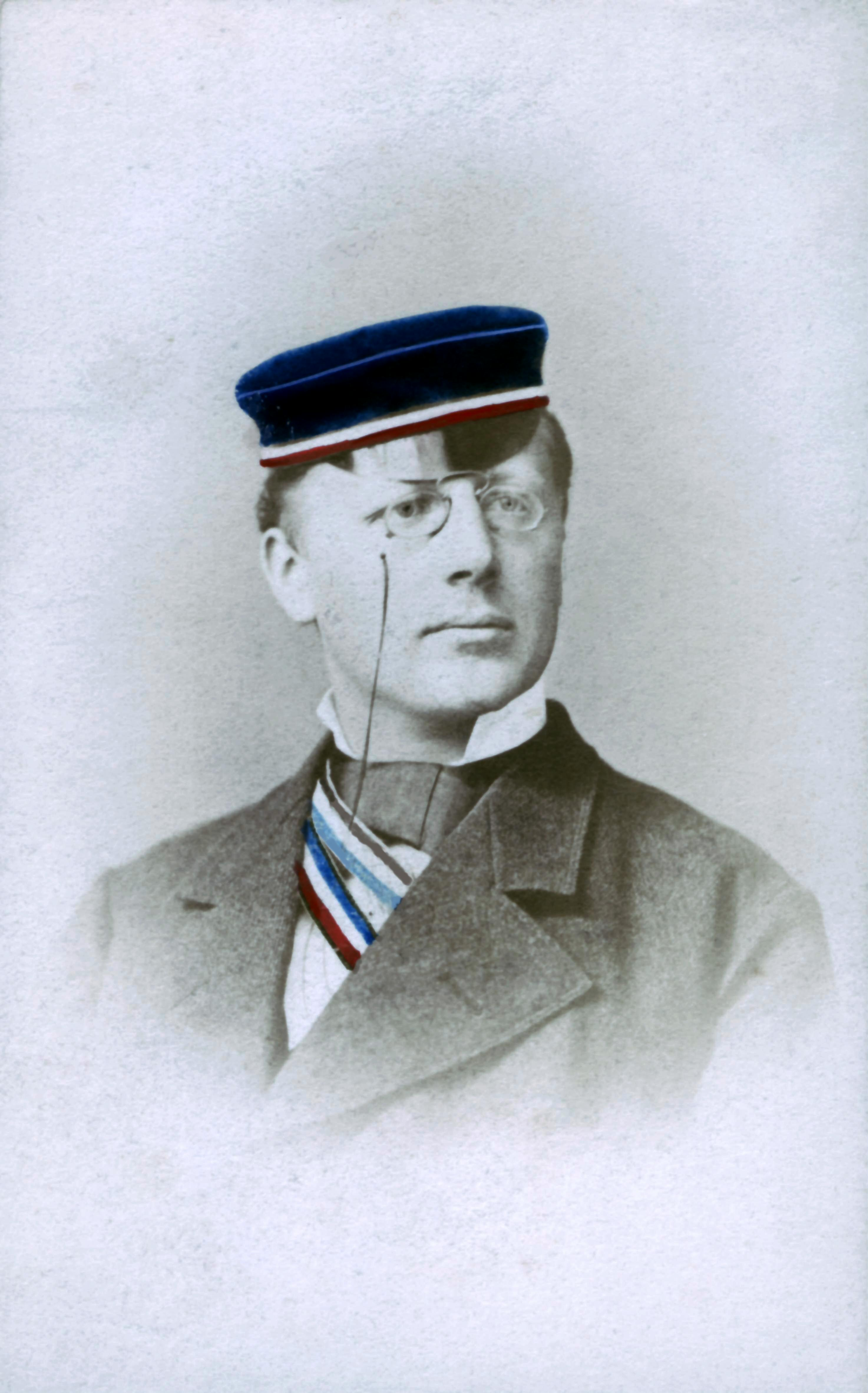
Josef Bernpointner

Vom 9. Dezember 1872 datiert die erste erhaltene Einzelmeldung des SC zu München. Isaria wird am 4. April 1873 Waffencorps. Am 20. Juni 1874 steckt der SC die Verbindungen des Polytechnischen SC in Verruf. Er endet erst am 9. März 1877. „Wegen Beleidigung des SC durch Ulken in dem Cantus auf der SC-Hocke“ und „wegen ostensiblen Verlassens der SC-Hocke“ fährt Suevia vom 22. Dezember 1874 bis zum 4. Januar 1875 in SC-Verruf. Am 14. Januar 1875 wird ein neuer SC-Comment ratifiziert. Nach dem SC-Verruf über Normannia am 5. Dezember 1875 fährt Makaria am 3. November 1876  für 180 Tage in SC-Verruf. Makaria appelliert an den Gießener Senioren-Convent und erhält dafür am 18. Dezember  einen Verruf von 28 Tagen, den sie antritt. Der SC-Verruf über die drei polytechnischen Corps Vitruvia, Germania und Rheno-Palatia wird am 9. März 1877 aufgehoben. Ab dem oKC am 17. Mai 1877 präsidiert der MSC im KSCV. Am 9. August 1877 wird Makaria Waffencorps. Die Verbindung Transrhenania wird am 22. Februar 1878 in SC-Verruf gesteckt. Palatia wird am 15. Juni 1882  vorübergehend Waffencorps. Am 24. November 1882 gestiftet, renonciert Brunsviga bis zum 26. Juni 1883 im MSC. Schon im Juni 1884 suspendiert sie bis zum 10. Februar 1886. Gegen zwei Stimmen erkennt der oKC 1886 die Rekonstitution an.
Nach einem Streit mit Offizieren der Königlich Bayerischen 1. Schweren-Reiter-Regiments „Prinz Karl von Bayern“ im SS 1887 können die Zwangssuspension des SC und die Ersatzgründung einer schwarz–weiß–gelben Gothia anstelle Makarias im letzten Augenblick unterbleiben. Am 15. Dezember 1887 beginnt die „Debatte über Aufnahmegesuch des SC der TH in KSCV und desgl. des Innsbrucker SC in KSCV“. Der MSC lehnt das am 14. Mai 1888 eingegangene Gesuch von Cisaria und Rheno-Palatia aus prinzipiellen Gründen ab.
1896/97 ist der MSC wieder Vorort im KSCV (Döbner Bavariae). Als erstes österreichisches Corps renonciert Gothia am 4. Juni 1897 beim Vorort München. Am 28. Januar 1898 folgt Ratisbonia. Die beiden Corps werden am 4. März und 28. Mai 1898 in den KSCV recipiert. Nach Beschluss vom 8. Februar 1898 erhält das Corps Normannia an der Tierärztlichen Hochschule vom SC bis auf weiteres keine Satisfaktion. Am 10. Februar 1898 renonciert die Landsmannschaft Transrhenania beim MSC. Ratisbonia verleiht am 25. Mai 1898 117 Alten Herren das Corpsband. Transrhenania wird am 20. Juni 1898 in den MSC recipiert. Am 8. Februar 1899 stimmt der MSC einstimmig gegen die Verleihung des Corpsbandes an AH der ehemaligen Landsmannschaft Transrhenania. Transrhenania verleiht daraufhin am 17. Mai 1899 nur acht dieser AH das Band;  111 werden jedoch Corpsschleifenträger, die später ausnahmslos auch das Band erhalten.
Im Mai 1904 ehrt ein SC-Fackelzug den Inaktiven Franken André und den inaktiven Bayern Ernst Freiherr Schirndinger von Schirnding, die in einem Würzburger Biergarten durch Blitz erschlagen worden sind. Im Mai 1905 bringen alle Münchener Verbindungen unter Präsidium der Franconia einen Fackelzug zu Friedrich Schillers 100. Todestag. Im März 1906 feiern der SC, der PSC und der Aschaffenburger Forst-SC im Kindlkeller einen Kommers zum 85. Geburtstag des Prinzregenten. Auf Franconias Vorschlag werden 1907 ständige Conseniorenconvente eingeführt. Zu Otto von Bismarcks 10. Todestag bringen fast alle Münchner Verbindungen am 8. Juli 1908 einen Fackelzug. Im November 1908 huldigen sie ihm in der Walhalla vor seiner am 18. Oktober aufgestellten Büste.
Am 4. November (oder 9. Dezember) 1910  werden die Aschaffenburger Forstcorps Hubertia, Arminia und Hercynia in den SC und damit in den KSCV aufgenommen. Ferdinand Heinz Franconiae, Rhenaniae Würzburg regt im SC Verhandlungen mit den anderen schlagenden Verbindungen an. Sie führen zu einem losen Verband. Zum 90. Geburtstag des Prinzregenten Luitpold feiert der Verband am 4. März 1911 einen Kommers im Kindlkeller. Zu Luitpolds Tod bringt er im Dezember 1912 einen Trauerfackelzug. Vom 31. Mai bis zum 2. Juni 1913 erinnert eine corpsstudentische Feier in der Kelheimer Befreiungshalle an die Befreiungskriege.

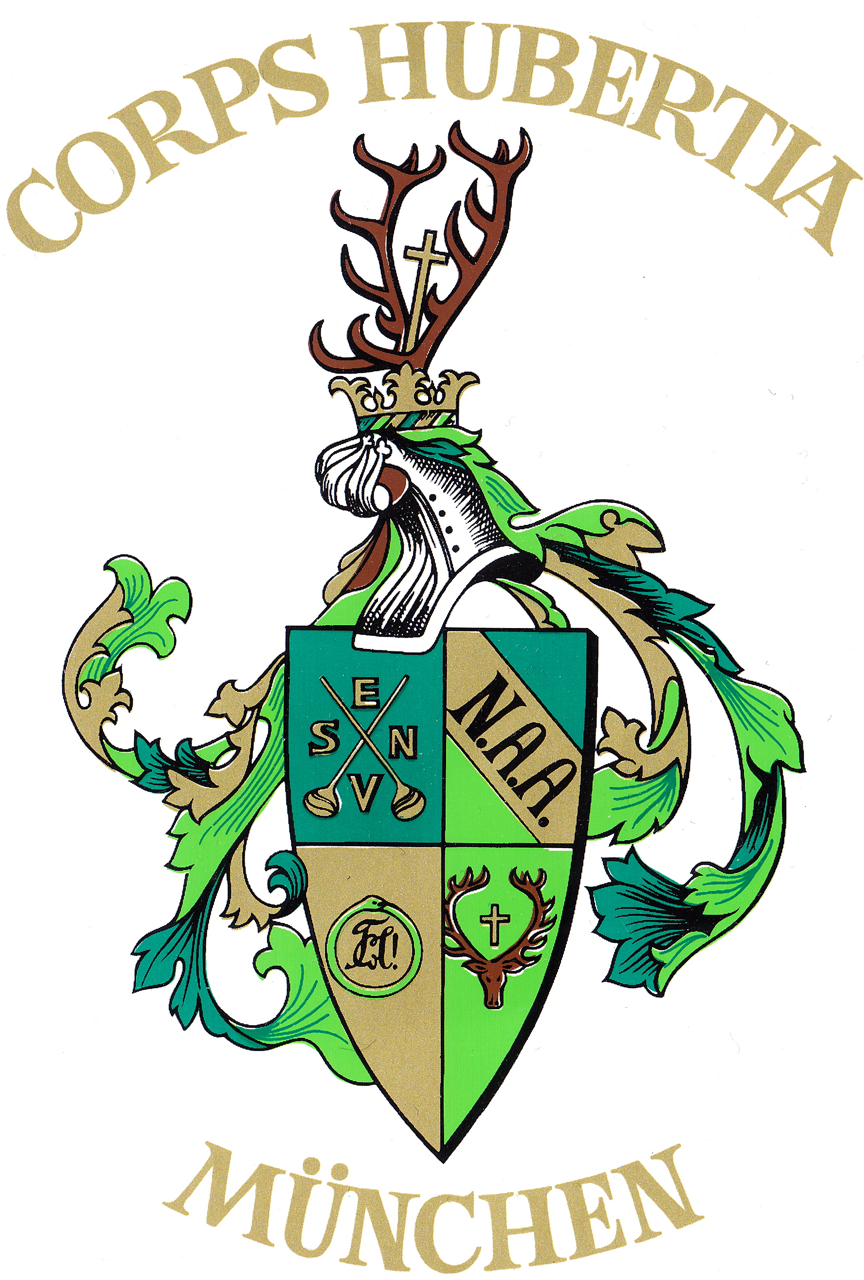
Hubertia (Aschaffenburg)
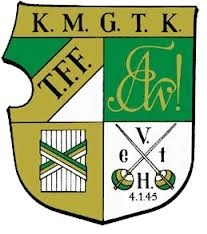
Arminia (Aschaffenburg)
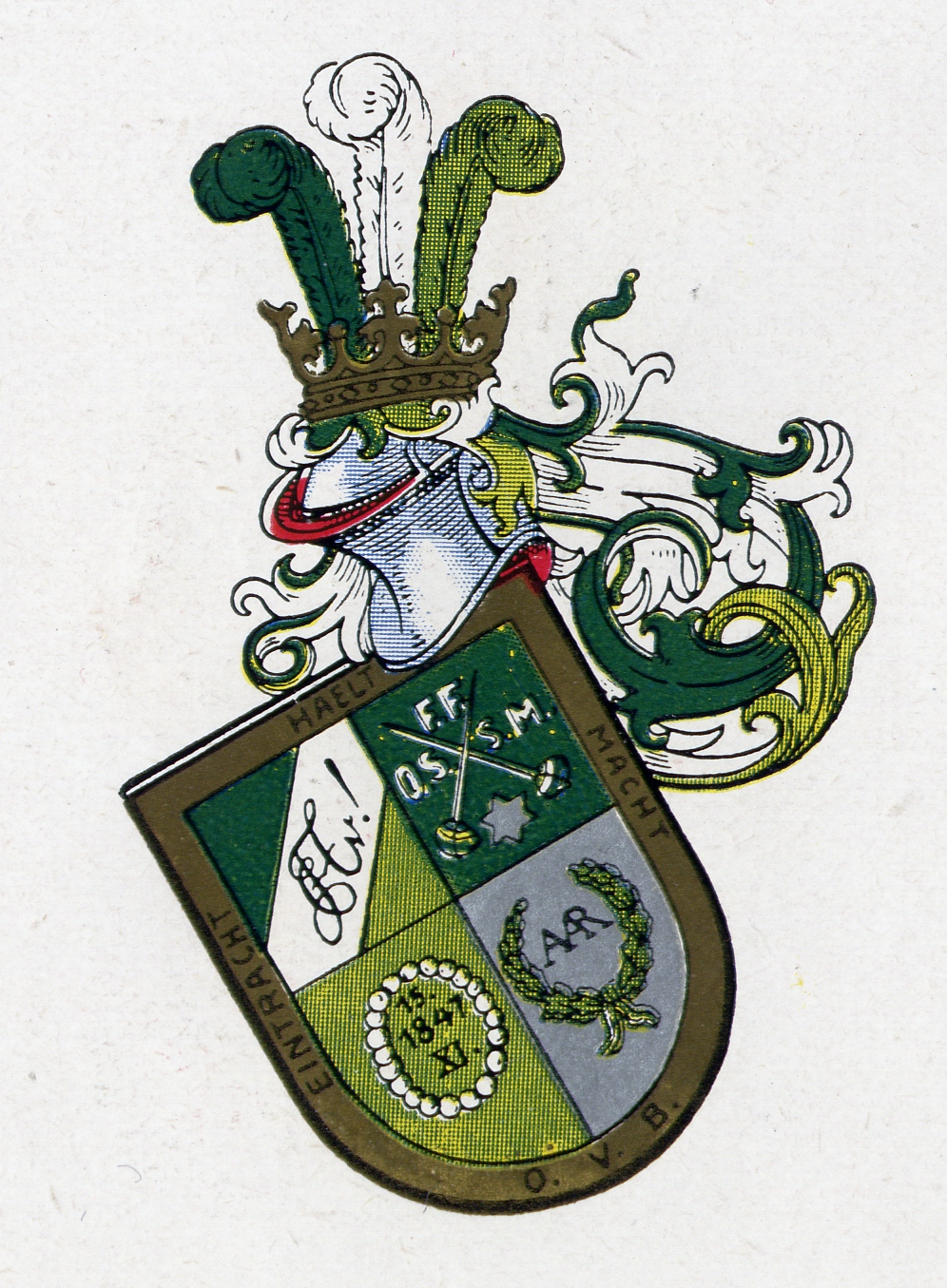
Hercynia (Aschaffenburg)
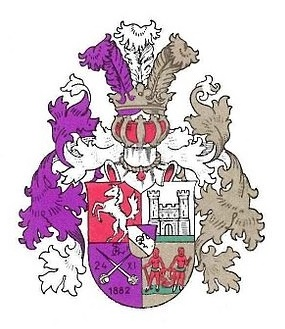
Brunsviga (1873)
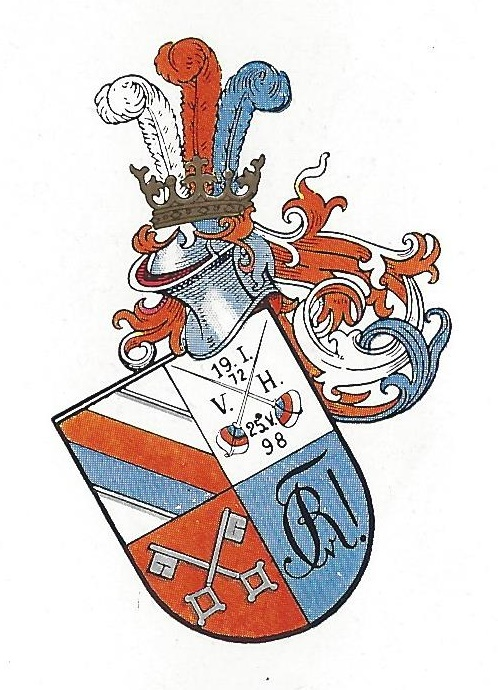
Ratisbonia (1898)
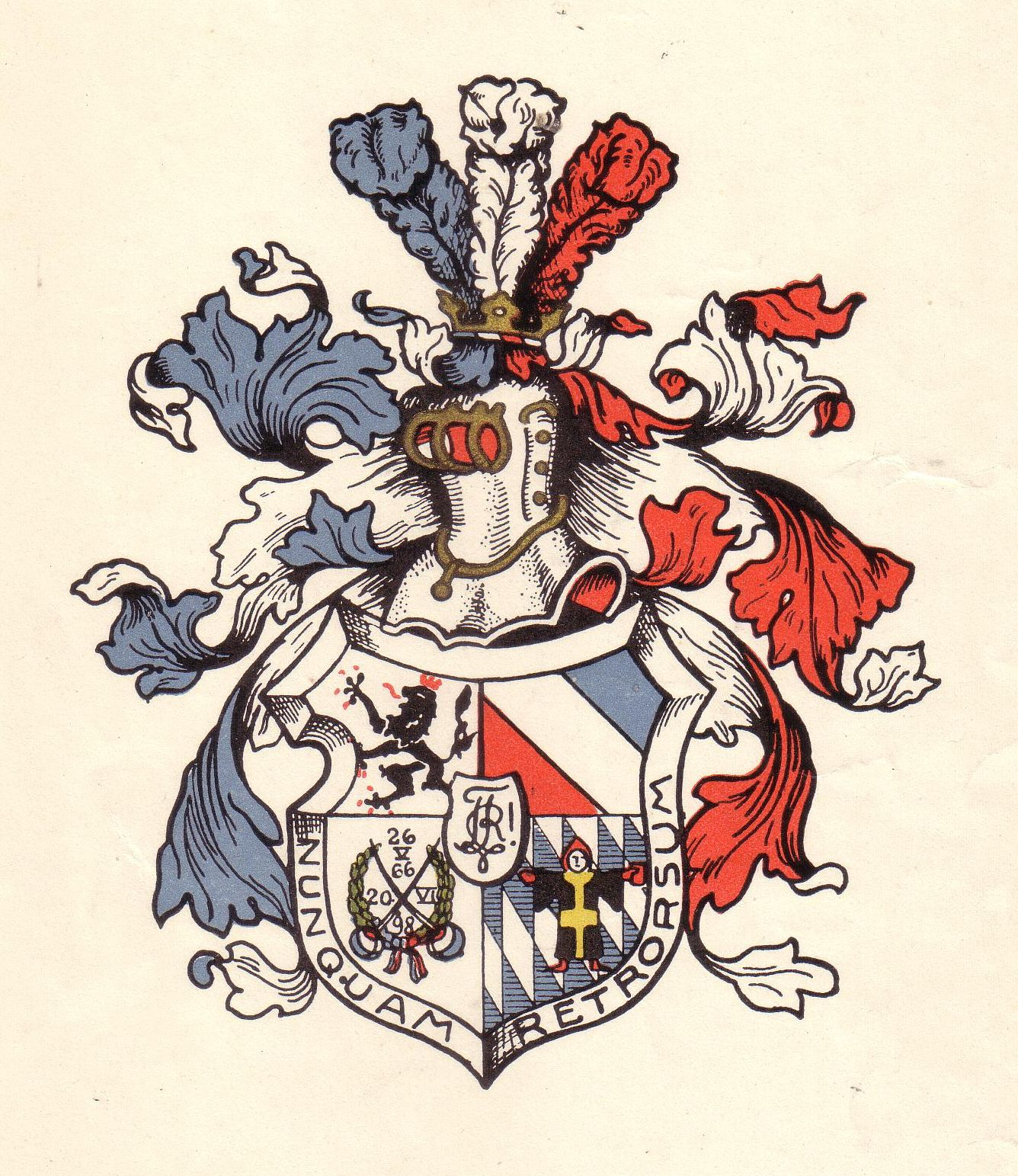
Transrhenania (1898)

### 1914–1921
Alte Herren der Franconia melden sich im Juni 1915 aktiv und eröffnen wieder den Corpsbetrieb. Der Kriegs-SC ist vor allem für Rezeptionspartien nötig, weil der MSC Rezeptionen ohne Partien ablehnt. Im Mai 1918 wird in Jena der Allgemeine Deutsche Waffenring gegründet.
Während der Novemberrevolution und den bürgerkriegsähnlichen Zuständen bei der Niederschlagung der Münchner Räterepublik ist der MSC 1919/20 zum dritten Mal Vorort im KSCV. Adolf Neidhardt Bavariae wird Vorortsprecher, Karl Berchtold Makariae Erster Vorsitzender der Österreichischen Kommission des KSCV. Berchthold lenkt die Aufnahmeanträge aller noch nicht in den KSCV aufgenommenen österreichischen Corps zum guten Ende.
Zehn Monate nach dem Friedensvertrag von Versailles, vom 20. März bis zum 25. April 1920, zieht die MSC-Alarmkompanie in den Ruhraufstand. Sie stellt sich in das Bataillon von Godin im Zeitfreiwilligenkorps „von der Tann“ innerhalb der Schutzbrigade Epp. Sie soll den Hauptwiderstand der Roten an der Reichsstraße 1 zwischen Hamm und Dortmund brechen. Am Nachmittag wird der Kampf durch Einnahme des Friedhofs Pelkum entschieden; Hauptmann Spatz, Isarias Subsenior, fällt mit zwei MSC-Kameraden. Bei dem Kampf um Pelkum wird eine hohe Zahl von Arbeitern und Arbeitersamariterinnen im Kampf getötet, verwundet ermordet oder standrechtlich erschossen.
Achtzehn Verwundeten stehen 200 Tote auf der  Gegenseite gegenüber. Am 16. Juni 1920 feiert die  SC-Kompanie das Schlussfest in den Pullacher Bürgerterrassen. Ein Makare leitet das Festkomitee. Franconia und Bavaria erscheinen ohne Damen und fahren für das SS 1920 in einfachen SC-Verruf. Nach Einspruch und Klage beim Vorort (28. Oktober) legt der oSC den Streit am 21. Januar 1921 oSC bei. Außer Arminia und Brunsviga stürzen alle Corps acht PP-Suiten gegen Bavaria und Franconia. 97 Partien werden ausgefochten.
Unter der MSC-Leitung genehmigt der oKC 1920 am 7. Juli einstimmig die Vordatierungen der drei Aschaffenburger Forstcorps: Hubertia auf den 14. November 1844, Arminia auf den 5. Januar 1845 und Hercynia auf den 15. November 1847.
Der oKC genehmigt auch Ratisbonias Bandverleihungen an 50 Corpsangehörige, von denen 49 gefochten haben. Im Februar 1921 feiern WSC und KSCV im Kindlkeller den ersten gemeinsamen Kommers nach dem Kriege. Beim 3. Aufstand in Oberschlesien kommt es zum letzten  Einsatz bayerischer Studenten. Sechs Münchner Franken fahren als Touristen hin und kommen in den SC-Zug eines Studentenbataillons vom Freikorps Oberland. Am 13. Juli werden sie zurückgebracht.

### 1922–1946
Beim Festakt zur 450-Jahr-Feier der LMU am 17. Juni 1922 chargieren die Korporationen. Beim anschließenden Kommers sind erstmals sämtliche Verbindungen und die Finkenschaft beteiligt. Rhaetia hat am 29. November 1922 in Innsbruck suspendiert und am 30. April 1923 in München rekonstituiert. Der oKC 1923 lehnt ihren Dringlichkeitsantrag auf Rezeption in den MSC mit 12:18 ab; denn der MSC weigert sich und kann nach Auffassung des Plenums nicht zur Rezeption gezwungen werden. Am 16. Juli 1926 wird ein neuer SC-Comment beschlossen. Mit einem Fackelzug am 15. November 1926 erinnert die gesamte Studentenschaft an die 100 Jahre zurückliegende Verlegung der LMU von Landshut nach München. Ab 1930 kam es zu mehreren Kraftproben zwischen dem MSC und dem NSdStB, die bis zu einer dauerhaften Ausschluss von Doppelmitgliedschaften eskalierten. Die Studentenverbände einschließlich des MSC waren unabhängig von politischen Sympathien nicht willens, sich den machtpolitischen Ansprüchen des  NSdStB zu unterwerfen und ihre Eigenständigkeit aufzugeben. Es ging zunächst unter anderem um eine Duellforderung zweier Münchner Franken, die ab 1930 eskalierte, in den einschlägigen Medien abgebildet wurde und u. a. beim Obersten Parteigericht der NSDAP vorgetragen wurde. Die anfängliche starke Präsenz der Nationalsozialisten an den Münchener Hochschulen – die Studentenschaft galt in den 1920er Jahren als braun – begann sich umzukehren. Es kam zu scharfen Auseinandersetzungen bei den Wahlen zum ASTA 1931. Im Januar 1933 wandten sich auch die waffenstudentischen Verbände einschließlich des MSC gegen die NS-Präsenz an den Hochschulen.
In der Zeit des Nationalsozialismus feiert der SC am 27. Januar 1934 einen Reichsgründungskommers in der Tonhalle. Als Führer des deutschen Corpsstudententums redet Max Blunck ausgiebig. Suevia wird am 22. Mai 1934 wegen Nichterfüllung des Arierparagraphen aus dem KSCV und damit aus dem SC ausgeschlossen. Am 1. Oktober 1934 macht sie noch einmal bis zum 29. Juli 1939 auf. 1935 suspendieren Isaria und Franconia im Oktober, Brunsviga, Hercynia und Transrhenania im November und Germania im Dezember. Im Februar 1936 suspendieren Arminia, Hubertia und Ratisbonia, am 1. März 1936 Bavaria, im Mai 1936 Palatia und 1939 Makaria (und erneut Suevia). 1944 erneuern Cisaria und Suevia den SC.

„Erfüllt von dem Willen, waffenstudentische Tradition, studentische Ehre und wahre studentische Belange mit allen zu Gebote stehenden Mitteln zu wahren und zu verteidigen, schließen die Waffenbünde Corps Suevia und Corps Cisaria den Münchner S.C. Sie verpflichten sich, in unverbrüchlicher Treue zusammenzustehen, und erkennen den vorliegenden M.S.C.-Comment als bindend an. Der M.S.C. sieht es als eine vornehme Pflicht an, alle gleichgesinnten Verbindungen zu vereinigen.“

Wiederbegründer des MSC im Krieg
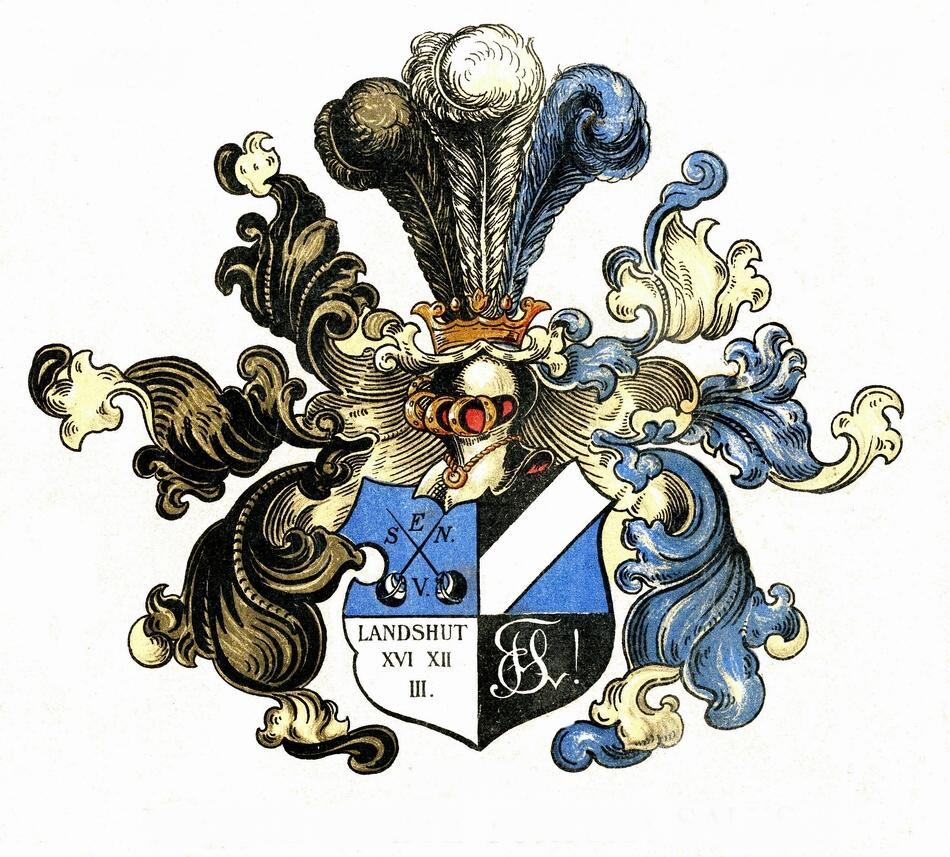
Suevia
Cisaria

## Neuanfang
In der Nachkriegszeit rekonstituieren in München elf Kösener und zwei Weinheimer Corps:
1. Bavaria 13. Juli 1947
2. Palatia 20. Januar 1948
3. Arminia 1. Februar 1948
4. Suevia 24. April 1948
5. Makaria 1948
6. Hercynia 1. Januar 1949
7. Vitruvia 4. Juni 1949
8. Transrhenania 9. Oktober 1949
9. Germania 10. November 1949
10. Hubertia 1949 / 1950
11. Franconia 21. April 1950
12. Isaria 11. Mai 1950
13. Ratisbonia 14. Dezember 1950

Die SC-Hocke am 3. Dezember 1948 im Hofbräuhaus am Platzl mit 70 Teilnehmern ist das erste öffentliche Auftreten des SC (Suevia, Rheno-Palatia, Bavaria, Palatia und Makaria). Zwei Wochen später beschließt der SC, dass alle diejenigen Bayern und Pfälzer das dreifarbige Band ablegen müssen, die bis zum Ende des Wintersemesters 1948/49 nicht gefochten haben. Am selben Tag (dem Vortag von Suevias 145. Stiftungsfest) steigen zwischen Makaria und Suevia die ersten vier Partien nach dem Krieg.

### „Deutscher Senioren-Convent“
In der Zeit des Nationalsozialismus gründen Hercynia (KSCV) und Guestphalia (WSC) eine gemeinsame SC-Kameradschaft. 1943/44 erneuern Cisaria (WSC) und Suevia (KSCV) den MSC. In jenen Jahren entsteht das besondere Selbstbewusstsein des MSC. In der Nachkriegszeit  will er die beiden noch nicht rekonstituierten Corpsverbände zu einem Deutschen Senioren-Convent vereinigen. So nimmt der MSC am 17. Januar 1949 Suevias Antrag einstimmig an:

„Der seit dem Jahre 1948 in München neu konstituierte SC übernimmt die Rechtsnachfolge des Kösener und Weinheimer SC hier und die daraus entstehenden Rechte und Pflichten.“

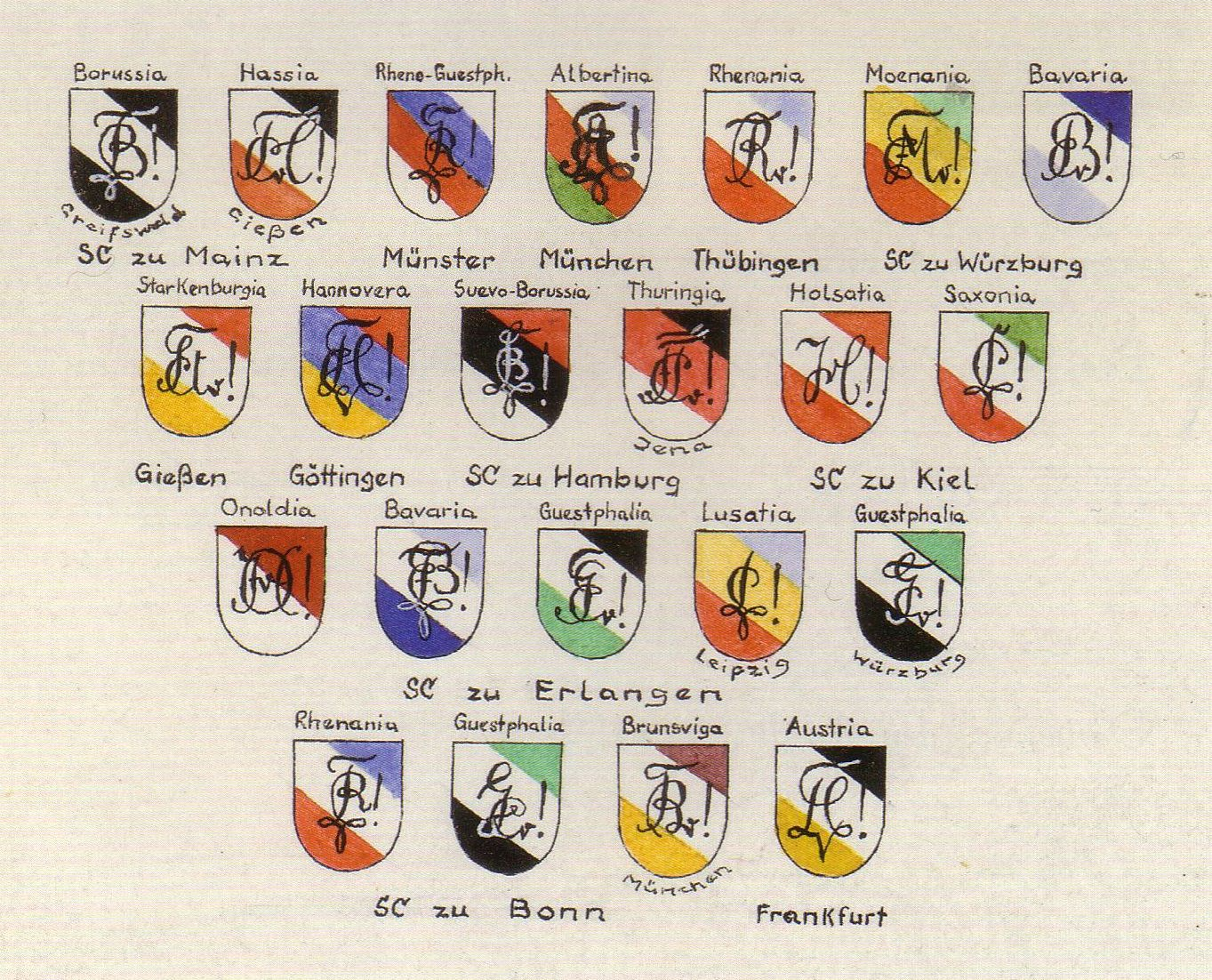
Interessengemeinschaft zur Wiederbegründung des KSCV

Am 1./2. März 1949 leitet Makaria den 1. SC-Pauktag und den 1. Pauktag von Palatia in einem Bierkeller bei Pfaffenhofen. Fünf Bünder fechten 15 Partien. Nachdem der Corpsphilisterverband München im Februar 1950 rekonstituiert hat, treten Hubertia, Hercynia und Transrhenania dem MSC am 15. Mai 1950 bei; Franconia folgt am 26. Juni. Im Sinne des Beschlusses vom Januar 1949 hält der SC in der Münchner Resolution vom 14. September 1950 den Zusammenschluss der beiden Korporationsverbände KSCV und WSC für notwendig. Er wirbt bei allen anderen SC für die Idee und reist gemeinsam zu den Verbandstagungen in Bad Godesberg und Weinheim. Nach einem aoSC-Beschluss vom 14. Dezember 1950 sollen die Kösener Corps nicht in die Interessengemeinschaft eintreten. Nachdem der KSCV 1951 auf der Godesburg rekonstituiert hat, zieht der WSC 1952 nach. Wenn auch aus anderen Gründen als 1934, wird der Deutsche Senioren-Convent zum zweiten Mal nicht verwirklicht. Auf Kösener Seite hatten Walter Ballas, Hans-Reinhard Koch und Werner Ranz sich bereits 1950 gegen die Idee gestellt. Ranz sah „unter den Fusionsgegnern die besten Kräfte für eine konstruktive Zusammenarbeit“. Man begnügte sich mit einem zweiten Kartellvertrag, den Koch und Herbert Scherer am 2. Oktober 1954 unterschrieben. Nach heftigen Auseinandersetzungen wurde er 2009 erneuert.

### Kommen und Gehen
Am 15. Januar 1951 treten Isaria und Ratisbonia zum SC. Makaria beantragt im Februar 1951 die Wiedereinführung der PP-Suiten. Auf dem Arminianerhaus wird am 23. Juni 1951 der MSC aus allen Kösener und Weinheimer Corps gegründet, damaliger SC-Senior war Curtze Bavariae München. Rheno-Palatia wechselt am 1. Juni 1954 vom WSC zum MSC. Das aus dem Naumburger Senioren-Convent hervorgegangene und beim WSC renoncierende Corps Donaria zu Weihenstephan wird am 14. Februar 1955 in den weiteren MSC aufgenommen. Die von Bonn zurückverlegte Brunsviga München kommt am 13. Mai 1957 wieder in den MSC. Nach 25 Jahren feiert der MSC am 8. Mai 1958 am Nockherberg wieder einen Kommers.
Ratisbonia suspendiert am 1. Juni 1969. Transrhenania übernimmt ihre Tradition und rezipiert 60 Alte Herren. Rheno-Palatia ist vom 1. August 1973 bis zum 1. November 1975 und vom 25. Mai 1982 bis zum 24. Oktober 1986 suspendiert. Die am 19. Mai 1974 suspendierte Brunsviga rekonstituiert am 17. Dezember 1977 unter Fusion mit Rhenania Erlangen als Rhenania-Brunsviga. Der MSC wird am 1. November 1977 zum 5. Mal Vorort im KSCV und stellt 1978 und 1979 den Vorsitzenden des oKC. Die Amtszeit endet am 1. August 1979. Ratisbonia rekonstituiert am 22. April 1994 und verlegt nach Ulm. Seit 2009 ist sie als suspendiertes Corps wieder in München.
Die 1961 für das Corps Frankonia-Brünn zu Salzburg übernommene Patenschaft des MSC gedeiht noch heute.

Germania
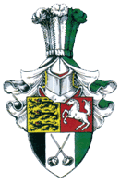
Suevo-Guestphalia
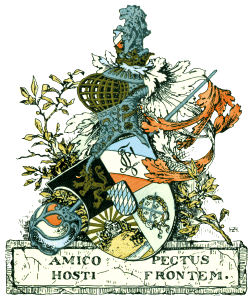
Saxo-Thuringia
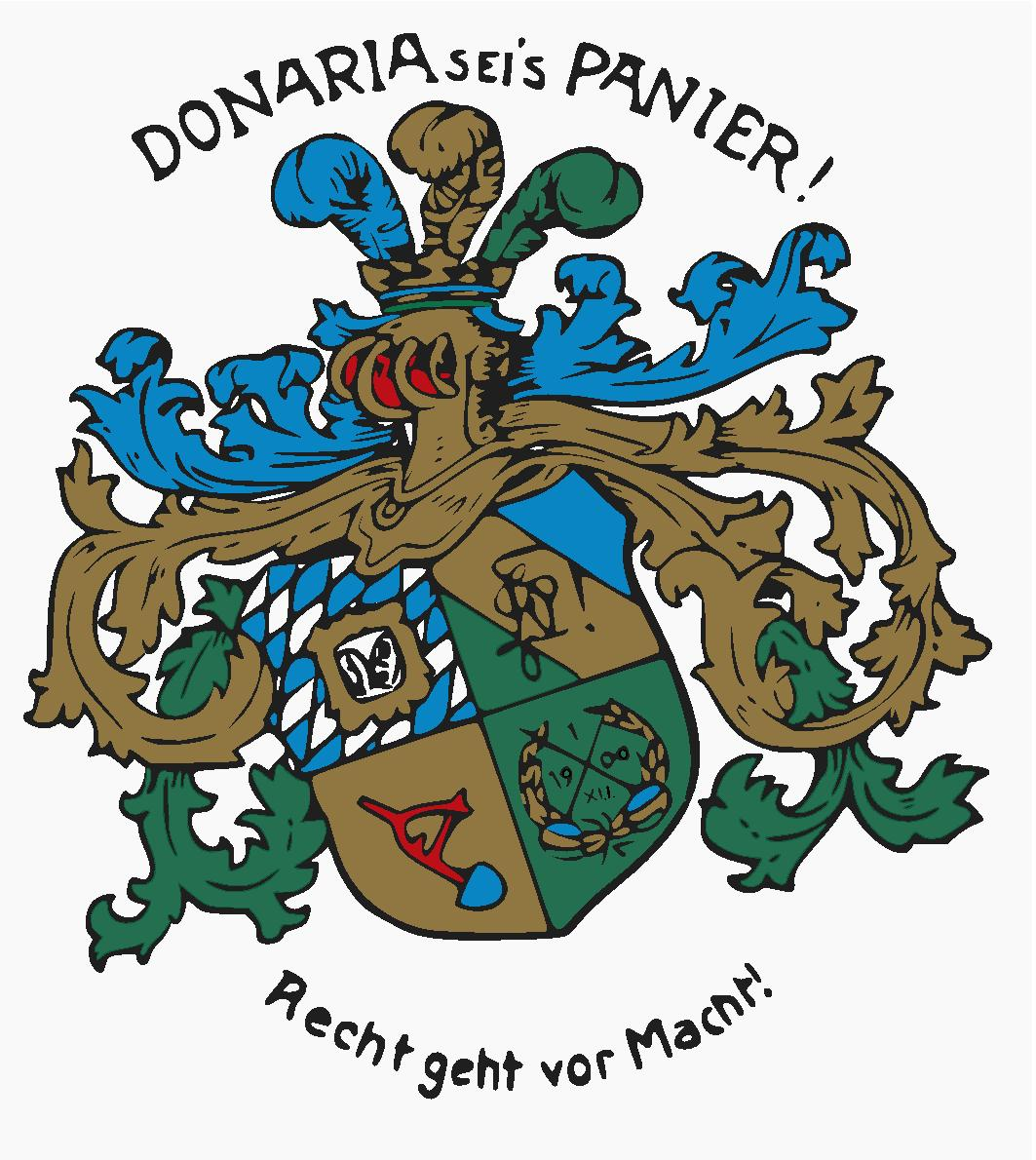
Donaria
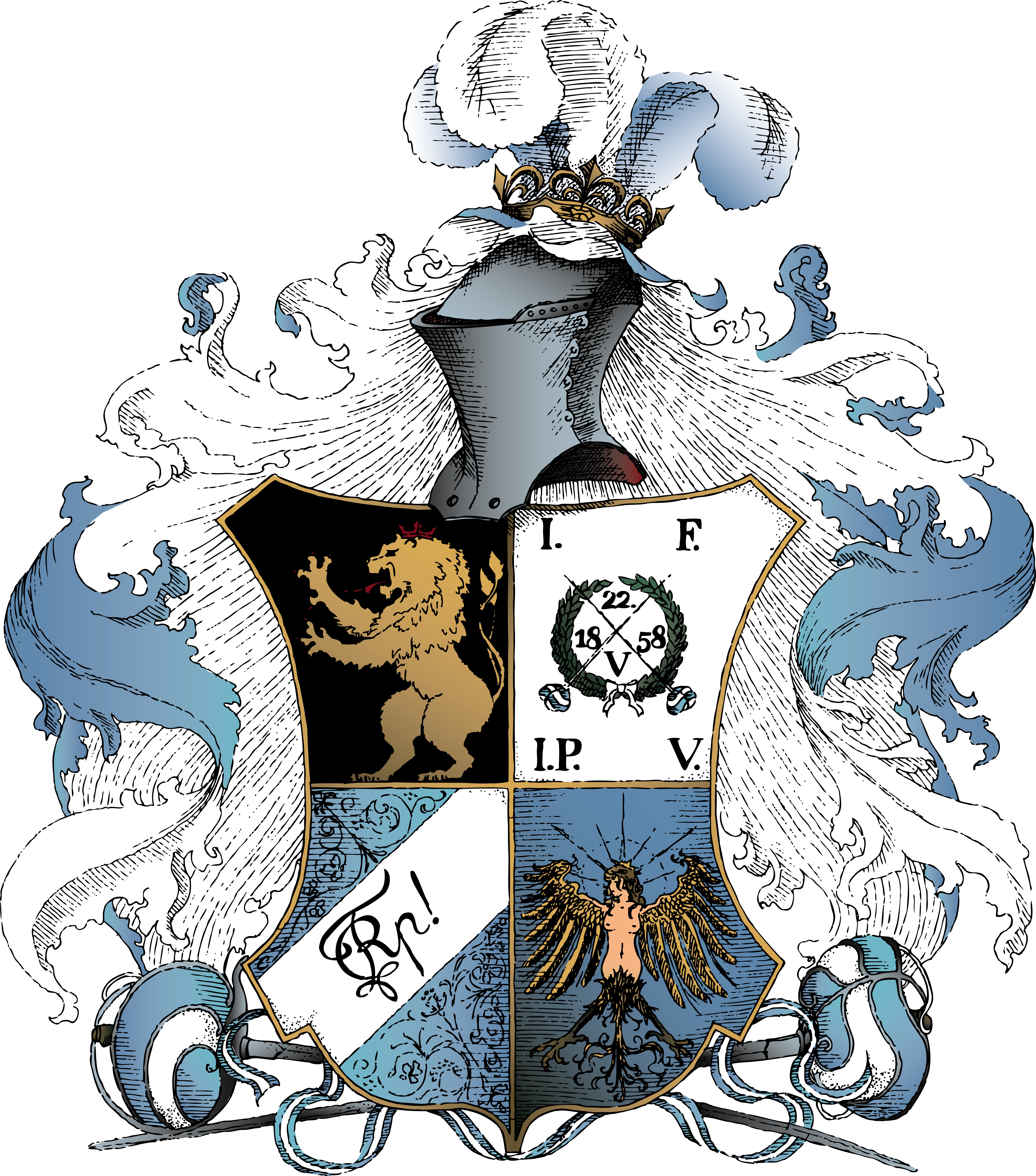
Rheno-Palatia

## Reglements des MSC
Das Präsidium im MSC wechselt regelmäßig in der Reihenfolge der Anciennität.
1. Suevia, KSCV
2. Palatia, KSCV
3. Bavaria, KSCV
4. Isaria, KSCV
5. Franconia, KSCV
6. Hubertia, KSCV
7. Arminia, KSCV
8. Makaria, KSCV
9. Cisaria, WSC
10. Rheno-Palatia, KSCV
11. Vitruvia, WSC[52]
12. Germania, WSC
13. Transrhenania, KSCV
14. Normannia-Vandalia, WSC[53]
15. Suevo-Guestphalia, WSC
16. Saxo-Thuringia, WSC
17. Alemannia, WSC
18. Donaria (Freising), verbandsfrei[54]

Die Studentische Fechtwaffe ist der Korbschläger.
Die Chargenzeichen sind (wie in Göttingen, Jena, Leipzig und Passau) xxx, xx, x. Ausnahmen hiervon bilden die sieben Weinheimer Corps, die ehemaligen Aschaffenburger Forstcorps sowie das ehemals dem WSC angehörige Corps Rheno-Palatia, welche alle, wie in den beiden Corpsdachverbänden üblich, die Chargenzeichen x, xx, xxx führen.
Der MSC trägt den Chrysanthemenball.

## Münchner SC-Lied
Das Münchener SC-Lied ist Nein, ihr könnt uns nicht begreifen von Thomas Hübbe (1867–1942), einem Angehörigen der Turnerschaft Cimbria Greifswald. Gesungen wird das Studentenlied nach der Melodie von Heidelberg du Jugendbronnen. Die Alternative ist Nicht der Pflicht nur zu genügen. Für die katholischen Verbände hat Raimund Lang eine andere 3. Strophe geschrieben.

## Angegliederte Corps

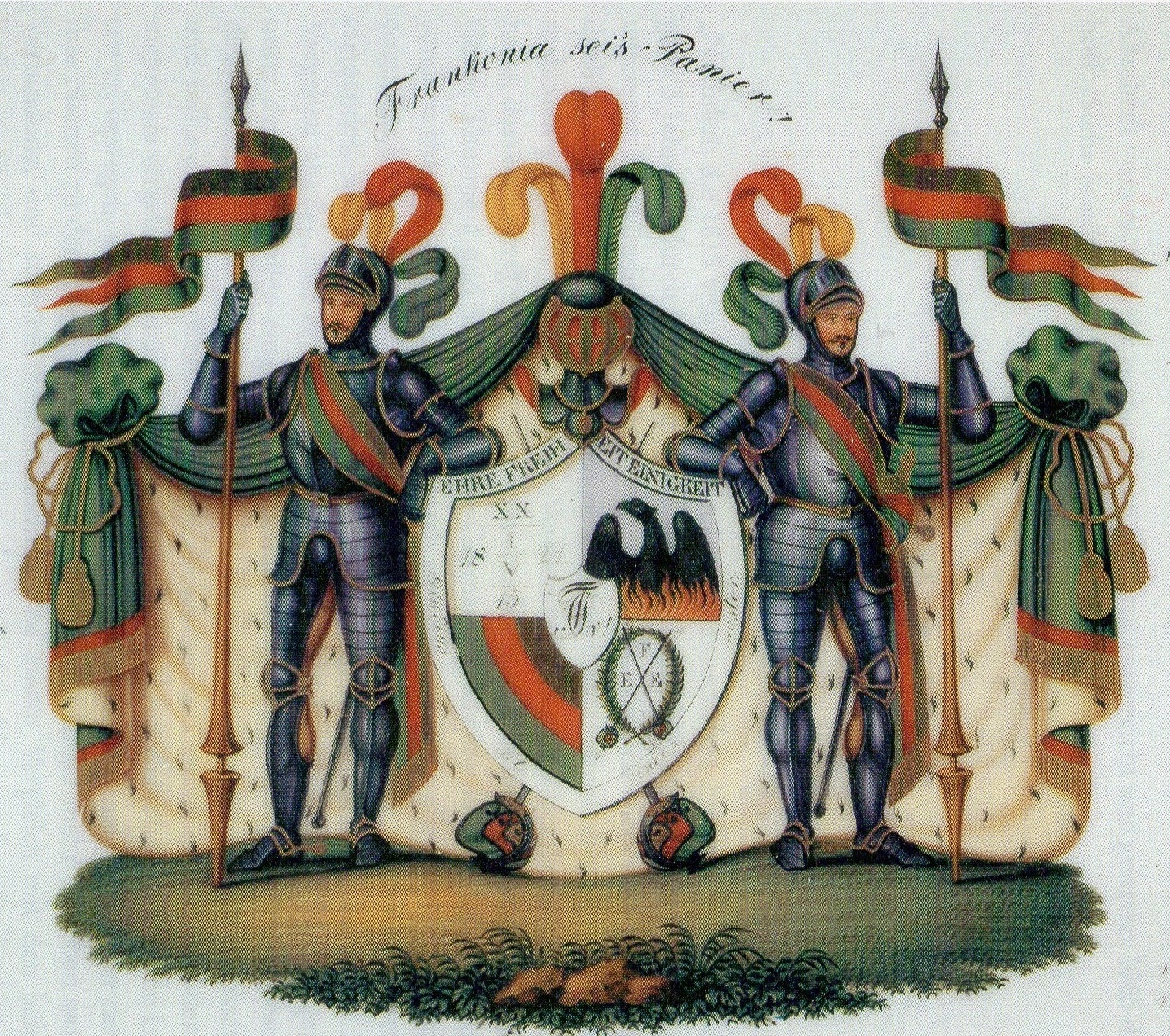
Franconia-Jena
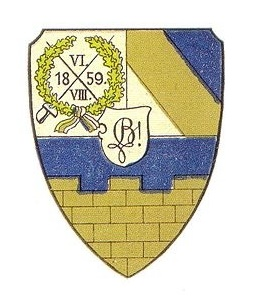
Budissa
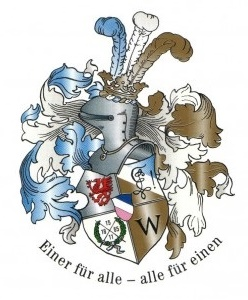
Pomerania-Silesia zu Bayreuth
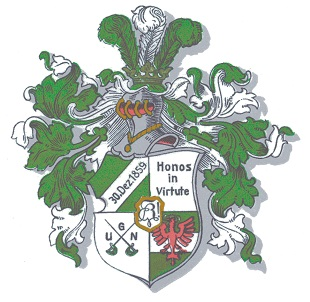
Rhaetia (Waffenring)

- Franconia-Jena
- Budissa
- Pomerania-Silesia
- Rhaetia

## Münchner Leitung der Kösener Verbände
1877, 1897, 1920, 1957, 1978, 1979 und 2003 stellte der MSC den Vorort des KSCV. Münchner Corpsstudenten initiierten die Gründung des VAC am 21. April des Dreikaiserjahrs. Viermal stellte der Corpsphilisterverband München den VAC-Vorstand. 2013 richtete er die Feierlichkeiten zum 125-jährigen Bestehen des VAC aus. Beim Kommers im Augustiner sprach Wolfgang Heubisch, Bayerischer Staatsminister für Wissenschaft, Forschung und Kunst.

## Mitgliederbestände des SC zu München 1838 bis 1848
| Semester   | Suevia   | Bavaria  | Palatia  | Franconia | Isaria | Summe | Alemannia | Akten im Ministerium des Innern      |
| ---------- | -------- | -------- | -------- | --------- | ------ | ----- | --------- | ------------------------------------ |
| WS 1838/39 | 19+27=46 | 12+14=26 | 11+12=23 | 14+13=27  |        | 126   |           | 124–134 vom 18. Dezember 1838        |
| SS 1839    |          |          |          |           |        |       |           |                                      |
| WS 1839/40 | 16+6=22  | 10+10=20 | 15+4=19  | 13+3=16   |        | 67    |           | 183–186 vom 2. Dezember 1839         |
| SS 1840    |          |          |          |           |        |       |           |                                      |
| WS 1840/41 | 14+15=29 | 15+8=23  | 8+9=17   | 5+9=14    |        | 83    |           | 175–178 vom 30. Dezember 1840        |
| SS 1841    | 15+9=24  | 14+6=20  | 11+7=18  | 16        |        | 78    |           | 179–182 vom 3./5. Juli 1841          |
| WS 1841/42 |          |          |          |           |        |       |           |                                      |
| SS 1842    | 16       | 30       | 15       | 17        |        | 78    |           | 188–191                              |
| WS 1842/43 | 18       | 43       | 26       | 24        |        | 111   |           | 93, 193–197 o. D.                    |
| SS 1843    |          |          |          |           |        |       |           |                                      |
| WS 1843/44 |          |          |          |           |        |       |           | 165–167                              |
| SS 1844    |          |          |          |           |        |       |           |                                      |
| WS 1844/45 | 14       | 17       | 20       | 17        |        | 68    |           | 140–156                              |
| SS 1845    | 14       | 17       | 20       | 17        |        | 68    |           | 143                                  |
| WS 1845/46 | 19       | 16       | 16       | 16        |        | 67    |           | 110–123 vom 26. Januar 1846          |
| SS 1846    | 17       | 13       | 20       | 18        |        | 68    |           | 101–107 vom 28. Juni 1846            |
| WS 1846/47 | 22       | 21       | 23       | 18        |        | 84    |           | 76–92 vom 1. Januar 1847             |
| SS 1847    | 42       | 42       | 46–14    | 34        | 28     | 182   | 11        | 26–40 vom 26. Juli und 8. August     |
| WS 1847/48 | 42       | 44       | 45       | 34        | 44     | 209   | 18        | 41 vom 6. Januar und Bl. 49–59 o. D. |
| SS 1848    |          |          |          | 39        | 37     |       |           | nun alle frei erlaubt                |
| WS 1848/49 | 40       | 86       | 67       | 30        | 46     | 268   |           | aus Verz. der RV                     |